# Einar Daði Lárusson
Einar Daði Lárusson (né le 10 mai 1990 à Reykjavik) est un athlète islandais, spécialiste du décathlon.

## Biographie
Son record qui est également le record national espoirs est de 7 898 points, réalisé à Kladno en juin 2012.

### Palmarès
| Date | Compétition                    | Lieu    | Résultat | Épreuve          | Performance |
| ---- | ------------------------------ | ------- | -------- | ---------------- | ----------- |
| 2007 | Championnats du monde jeunesse | Ostrava | 7e       | Octathlon        | 5 999 pts   |
| 2011 | Jeux des petits États d'Europe | Schaan  | 3e       | 110 m haies      | 14 s 56     |
| 2011 | Jeux des petits États d'Europe | Schaan  | 5e       | Saut en hauteur  | 2,00 m      |
| 2011 | Jeux des petits États d'Europe | Schaan  | 3e       | Saut à la perche | 4,60 m      |
| 2011 | Jeux des petits États d'Europe | Schaan  | 4e       | Lancer du disque | 43,89 m     |